# دیگو بکر

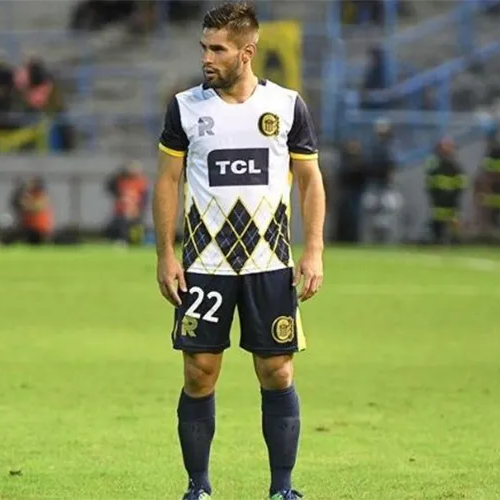
بکر در لباس تیم فوتبال روساریو سنترال

دیگو بکر (انگلیسی: Diego Becker؛ زادهٔ ۲۴ نوامبر ۱۹۹۷) بازیکن فوتبال اهل آرژانتین است.
از باشگاه‌هایی که در آن بازی کرده‌است می‌توان به باشگاه فوتبال روساریو سنترال اشاره کرد.